# Oenanthe melanura
El colinegro común o colinegro real (Oenanthe melanura) es una especie de ave paseriforme de la familia Muscicapidae propia de las regiones desérticas del norte de África y Oriente Próximo.

## Taxonomía
La primera descripción formal fue realizada por el zoólogo holandés Coenraad Jacob Temminck en 1824 con el nombre binomial de Saxicola melanura. El colinegro común fue incluido como la especie tipo del género Cercomela, creado por Charles Lucien Bonaparte en 1856. Estudios filogenéticos realizados en 2010 y 2012 descubrieron que el género Cercomela era polifilético. Por ello, cinco de sus especies, incluido el colinegro común, fueron trasladadas al género Oenanthe, como parte de una reorganización de especies para crear géneros monofiléticos.
El epíteto específico melanura deriva del griego clásico μελανουρος (melanouros) melas «negro» y oura «cola» que unidos significa «de cola negra».

### Subespecies
Se reconocen seis subespecies que difieren ligeramente en el color del plumaje:
- O. m. melanura (Temminck, 1824) – en noreste de Egipto, Israel, Jordania y la zona central de Arabia Saudita;
- O. m. neumanni (Ripley, 1952) – en el suroeste de Arabia Saudita, Yemen y Omán;
- O. m. lypura (Hemprich & Ehrenberg, 1833) – en el norte de Sudán y Eritrea;
- O. m. aussae (Thesiger & Meynell, 1934) – noreste de Etiopía, Yibuti y el norte de Somalia;
- O. m. airensis (Hartert, 1921) – en norte de Níger y centro de Sudán;
- O. m. ultima (Bates, 1933) – en el este de Malí y el oeste de Níger.

## Descripción
El colinegro común mide 14 cm de largo, tiene una envergadura de 23–27 cm y pesa alrededor de 15 gramos. La subespecie nominal O. m. melanura tiene las partes superiores de color gris ceniza azulado con las alas más oscuras y el obispillo y la cola negras. El vientre y la parte inferior de las alas son de color blanco grisáceo. El pico y las patas son negras. Ambos sexos son similares. Las subespecies norteafricanas O. m. Lypura y O. m. airensis son más marrones y las poblaciones de Oriente Medio más azules.